# Liste des sites classés et inscrits de Lot-et-Garonne
Cet article recense les sites classés et inscrits de Lot-et-Garonne, en France.

## Listes

### Sites classés
Le tableau suivant recense les sites classés de Lot-et-Garonne en 2023,. La date correspond à celle du classement (arrêté, décret, etc.). La colonne « Type / Notes » indique le critère de protection, les autres protections (monument historique, etc.) si elles existent, et d'éventuelles précisions.
| Site                                                                 | Commune(s)                | Date            | Superficie (ha) | Type / Notes | Coordonnées                      | Photo |
| -------------------------------------------------------------------- | ------------------------- | --------------- | --------------- | --- | -------------------------------- | ----- |
| Immeubles aux abords du moulin Henri-IV, des deux côtés de la Gélise | Barbaste, Nérac           | 11 février 1944 | 1,86            | Pittoresque Site situé au sud du pont roman. · Moulin : Classé MH (1889)                                                                       | 44° 10′ 12″ nord, 0° 17′ 20″ est |       |
| Immeubles aux abords du moulin Henri-IV, rive gauche de la Gélise    | Barbaste                  | 11 février 1944 | 0,65            | Pittoresque Site situé au nord du pont roman.                                                                                                  | 44° 10′ nord, 0° 17′ est         |       |
| Haut-Bourg (partie)                                                  | Clermont-Dessous          | 20 février 1959 | 0,84            | Pittoresque Le site classé est compris dans un site inscrit, plus vaste. Il comprend le haut du village (dont l'église et le château).         | 44° 14′ 49″ nord, 0° 25′ 12″ est |       |
| Garenne du château d'Arasse                                          | Foulayronnes              | 11 juillet 1942 | 16,48           | Pittoresque Le site s'étend à l'est du château, mais n'inclut pas ce dernier.                                                                  | 44° 17′ 28″ nord, 0° 39′ 18″ est |       |
| Vallée de Gavaudun                                                   | Gavaudun, Lacapelle-Biron | 21 janvier 1999 | 270,3           | Artistique, historique, pittoresque et scientifique                                                                                            | 44° 34′ 23″ nord, 0° 52′ 55″ est |       |
| Église de Cazeaux et cimetière                                       | Lannes                    | 29 mai 1943     | 0,1             | Pittoresque Église : Inscrit MH (1926). | 44° 00′ 40″ nord, 0° 17′ 46″ est |       |
| Prieuré de Ségougnac et ses abords                                   | Moirax                    | 8 octobre 1976  | 3,2             | Pittoresque | 44° 08′ 56″ nord, 0° 35′ 49″ est |       |
| Parc du château des rois de Navarre                                  | Nérac                     | 23 juillet 1909 | 9,4             | Pittoresque Site situé dans le prolongement du site inscrit des rives de Baïse. Il n'inclut pas le château, mais le parc immédiatement au sud. | 44° 07′ 37″ nord, 0° 20′ 38″ est |       |
| Saut du Boudouyssou                                                  | Penne-d'Agenais           | 14 août 1933    | 0,25            | Pittoresque Le site classé est compris dans le site inscrit du plan d'eau du Boudouyssou.                                                      | 44° 23′ 35″ nord, 0° 48′ 04″ est |       |
| Château et parc de Lamothe                                           | Villeneuve-sur-Lot        | 5 novembre 1943 | 10,2            | Pittoresque Un petit site inscrit, protégeant les abords du parc, jouxte le site classé au sud, le long du Lot. · Château : Inscrit MH (1971). | 44° 25′ 05″ nord, 0° 41′ 42″ est |       |

### Sites inscrits
Le tableau suivant recense les sites inscrits de Lot-et-Garonne,.
| Site                                                                | Commune(s)                               | Date              | Superficie (ha) | Notes | Coordonnées                        | Photo |
| ------------------------------------------------------------------- | ---------------------------------------- | ----------------- | --------------- | --- | ---------------------------------- | ----- |
| Cœur de ville                                                       | Agen                                     | 5 novembre 1975   | 69,18           | Pittoresque Le site inscrit du quartier des Cornières est situé au centre du site Cœur de ville. | 44° 12′ 22″ nord, 0° 37′ 16″ est   |       |
| Promenade, péristyle du Gravier et leurs abords                     | Agen                                     | 6 novembre 1946   | 11,63           | Historique et pittoresque | 44° 12′ 07″ nord, 0° 36′ 40″ est   |       |
| Quartier des Cornières                                              | Agen                                     | 8 décembre 1971   | 2,53            | Pittoresque Le site est situé au centre du site Cœur de ville, dont il est la partie la plus ancienne. | 44° 12′ 18″ nord, 0° 37′ 01″ est   |       |
| Confluent du Lot et de la Garonne                                   | Aiguillon                                | 5 juillet 1973    | 431,9           | Pittoresque | 44° 18′ 07″ nord, 0° 20′ 13″ est   |       |
| Site de Goux                                                        | Allons                                   | 30 janvier 1976   | 12,87           | Pittoresque | 44° 14′ 13″ nord, 0° 03′ 40″ ouest |       |
| Château, chapelle Notre-Dame et leurs abords                        | Ambrus                                   | 10 décembre 1981  | 221,7           | Pittoresque | 44° 13′ 59″ nord, 0° 14′ 53″ est   |       |
| Site du pont de l'Osse                                              | Andiran, Nérac                           | 14 mai 1982       | 58,10           | Pittoresque Pont : Inscrit MH (1987) | 44° 07′ 16″ nord, 0° 17′ 46″ est   |       |
| Site de Sainte-Foy                                                  | Anthé, Cazideroque                       | 18 janvier 1982   | 156,9           | Pittoresque | 44° 23′ 06″ nord, 0° 55′ 59″ est   |       |
| Moulin et rives du Gers                                             | Astaffort                                | 16 février 1946   | 2,7             | Pittoresque | 44° 04′ 01″ nord, 0° 38′ 53″ est   |       |
| Bourg                                                               | Aubiac                                   | 24 avril 1905     | 3,88            | Pittoresque | 44° 08′ 28″ nord, 0° 33′ 43″ est   |       |
| Colline de Marcoux                                                  | Beauville                                | 24 janvier 1955   | 6,62            | Historique et pittoresque | 44° 17′ 24″ nord, 0° 53′ 53″ est   |       |
| Vallon de la Garenne et partie ouest du bourg de Beauville          | Beauville                                | 21 octobre 1955   | 60              | Pittoresque | 44° 16′ 41″ nord, 0° 52′ 37″ est   |       |
| Chutes des coteaux de Gascogne                                      | Boé, Layrac, Moirax                      | 25 octobre 1978   | 3 293           | Pittoresque | 44° 08′ 42″ nord, 0° 36′ 32″ est   |       |
| Abords de l'église Sainte-Radegonde                                 | Bon-Encontre                             | 15 juin 1942      | 1,84            | Pittoresque Église : Classé MH (1912) | 44° 11′ 42″ nord, 0° 39′ 25″ est   |       |
| Bourg                                                               | Cahuzac                                  | 4 mai 1984        | 54              | Pittoresque | 44° 39′ 43″ nord, 0° 33′ 25″ est   |       |
| Centre ancien                                                       | Cancon                                   | 27 novembre 1981  | 2,65            | Pittoresque | 44° 32′ 06″ nord, 0° 37′ 26″ est   |       |
| Bourg                                                               | Casseneuil                               | 28 mars 1980      | 10,19           | Pittoresque | 44° 26′ 38″ nord, 0° 37′ 08″ est   |       |
| Rives de la Lède                                                    | Casseneuil                               | 10 novembre 1945  | 3,72            | Pittoresque | 44° 26′ 31″ nord, 0° 37′ 08″ est   |       |
| Site du Balet                                                       | Castillonnès                             | 23 mai 1984       | 81,91           | Pittoresque | 44° 37′ 08″ nord, 0° 36′ 40″ est   |       |
| Site de la bastide                                                  | Castillonnès                             | 25 mai 1984       | 8,20            | Pittoresque | 44° 39′ 14″ nord, 0° 35′ 24″ est   |       |
| Place des Marronniers et vestiges de l'ancienne bastide             | Caudecoste                               | 14 décembre 1971  | 1,8             | Pittoresque | 44° 06′ 58″ nord, 0° 44′ 13″ est   |       |
| Site de Nazelle                                                     | Caudecoste                               | 10 mars 1987      | 14              | Pittoresque | 44° 08′ 10″ nord, 0° 43′ 48″ est   |       |
| Château et ses abords                                               | Cauzac                                   | 15 mai 1984       | 68,56           | Pittoresque Château : Inscrit MH (1995) | 44° 16′ 37″ nord, 0° 48′ 25″ est   |       |
| Village                                                             | Clermont-Dessous                         | 14 décembre 1942  | 1,41            | Pittoresque Le site inscrit englobe un site classé. | 44° 14′ 46″ nord, 0° 25′ 12″ est   |       |
| Village                                                             | Clermont-Soubiran                        | 14 décembre 1942  |                 | | 44° 08′ 24″ nord, 0° 49′ 55″ est   |       |
| Plateau de Monbran                                                  | Colayrac-Saint-Cirq, Foulayronnes        | 12 février 1952   | 257,2           | Pittoresque | 44° 13′ 34″ nord, 0° 35′ 56″ est   |       |
| Place avec sa halle centrale                                        | Damazan                                  | 9 novembre 1944   | 0,2             | Pittoresque | 44° 17′ 24″ nord, 0° 16′ 34″ est   |       |
| Abords de l'ancien prieuré                                          | Durance                                  | 25 avril 1905     | 15,16           | Historique et Pittoresque Prieuré : Classé MH (2000) | 44° 10′ 05″ nord, 0° 09′ 36″ est   |       |
| Site de Salles                                                      | Espiens, Feugarolles                     | 18 mars 1991      | 191             | Pittoresque | 44° 11′ 49″ nord, 0° 21′ 58″ est   |       |
| Bourg et abords du château de Montluc                               | Estillac                                 | 15 juin 1942      | 20,76           | Historique et pittoresque Château : Classé MH (1958) | 44° 09′ 14″ nord, 0° 33′ 43″ est   |       |
| Site de Talives                                                     | Foulayronnes                             | 6 mars 1992       | 59,52           | Pittoresque | 44° 15′ 04″ nord, 0° 38′ 02″ est   |       |
| Village                                                             | Frespech                                 | 11 juillet 1942   | 1,1             | Pittoresque | 44° 18′ 40″ nord, 0° 49′ 30″ est   |       |
| Château de Bonaguil et ses abords                                   | Fumel, Saint-Front-sur-Lémance           | 7 avril 1943      | 3 500           | Pittoresque Le site, à l'origine limité au seul village de Bonaguil, est considérablement étendu le 15 janvier 1975. Il s'étend également sur la commune de Saint-Martin-le-Redon dans le Lot. · Château : Classé MH (1914) | 44° 32′ 06″ nord, 1° 00′ 54″ est   |       |
| Rives de la Thèze, dans la traversée du bourg de Condat             | Fumel                                    | 14 décembre 1942  | 0,86            | Pittoresque | 44° 29′ 46″ nord, 0° 59′ 17″ est   |       |
| Moulin de Gibra                                                     | Gontaud-de-Nogaret                       | 30 janvier 1979   | 0,2             | Historique et pittoresque | 44° 26′ nord, 0° 19′ est           |       |
| Village                                                             | Hautefage-la-Tour                        | 11 juillet 1947   | 1,87            | Pittoresque | 44° 19′ 16″ nord, 0° 47′ 02″ est   |       |
| Site de Daubèze                                                     | Lamontjoie                               | 15 mai 1991       | 90,55           | Pittoresque | 44° 04′ 59″ nord, 0° 32′ 53″ est   |       |
| Vieux bourg                                                         | Lamontjoie                               | 1er novembre 1971 | 2,23            | Pittoresque | 44° 04′ 34″ nord, 0° 31′ 16″ est   |       |
| Village (partie sud) de Laplume : point de vue du hameau de Cazeaux | Laplume                                  | 12 janvier 1945   | 3,13            | Pittoresque | 44° 06′ 43″ nord, 0° 31′ 48″ est   |       |
| Église et cimetière d'Orival                                        | Laroque-Timbaut                          | 28 décembre 1951  | 0,1             | Pittoresque Église : Inscrit MH (2022) | 44° 16′ 34″ nord, 0° 44′ 06″ est   |       |
| Centre ancien                                                       | Lauzun                                   | 23 décembre 1983  | 15              | Pittoresque | 44° 37′ 44″ nord, 0° 27′ 36″ est   |       |
| Place Jean-Jaurès                                                   | Layrac                                   | 28 novembre 1972  | 0,59            | Historique et pittoresque | 44° 08′ 06″ nord, 0° 39′ 40″ est   |       |
| Site de Goulens et de Monrepos                                      | Layrac                                   | 21 septembre 1981 | 419,5           | Historique et pittoresque | 44° 05′ 42″ nord, 0° 38′ 17″ est   |       |
| Château et ses abords                                               | Madaillan                                | 11 novembre 1942  | 2               | Pittoresque Château : Inscrit MH (1950) | 44° 15′ 25″ nord, 0° 34′ 30″ est   |       |
| Vieille halle au blé                                                | Le Mas-d'Agenais                         | 12 février 1946   | 0,06            | Historique et pittoresque Halle : Inscrit MH (2022) | 44° 24′ 43″ nord, 0° 13′ 01″ est   |       |
| Site du Tertre                                                      | Meilhan-sur-Garonne                      | 29 octobre 1987   | 8,62            | Pittoresque | 44° 31′ 12″ nord, 0° 02′ 10″ est   |       |
| Bourg                                                               | Moirax                                   | 8 juin 1942       | 5,7             | Pittoresque | 44° 08′ 28″ nord, 0° 36′ 36″ est   |       |
| Ruines de l'église de Loupinat et ses abords                        | Monbahus                                 | 24 décembre 1943  | 0,23            | Pittoresque | 44° 31′ 16″ nord, 0° 33′ 47″ est   |       |
| Église et cimetière de Fontarède                                    | Moncaut                                  | 9 mai 1951        | 0,11            | Pittoresque Église : Inscrit MH (1958) | 44° 08′ 13″ nord, 0° 28′ 44″ est   |       |
| Site du Rodier                                                      | Monclar                                  | 26 mars 1980      | 50,18           | Pittoresque | 44° 26′ 20″ nord, 0° 30′ 18″ est   |       |
| Place Foch                                                          | Monflanquin                              | 1er février 1967  | 0,88            | Pittoresque | 44° 31′ 59″ nord, 0° 46′ 05″ est   |       |
| Château de Ladhuie et ses abords                                    | Montayral                                | 13 novembre 1942  | 3,72            | Historique et pittoresque château : Inscrit MH (1950) | 44° 29′ 46″ nord, 0° 58′ 26″ est   |       |
| La Baïse et ses rives, de la Garenne de Nérac au moulin de Nazareth | Nérac                                    | 12 janvier 1945   | 2,4             | Pittoresque Site situé dans le prolongement du site classé du parc du château des rois de Navarre. | 44° 07′ 19″ nord, 0° 20′ 38″ est   |       |
| Château de Séguinot et ses dépendances                              | Nérac                                    | 1er novembre 1945 | 1,79            | Pittoresque | 44° 09′ 43″ nord, 0° 18′ 32″ est   |       |
| Val de la Baïse                                                     | Nérac                                    | 5 mai 1983        | 306,86          | Pittoresque | 44° 08′ 28″ nord, 0° 20′ 06″ est   |       |
| Vieux Nérac                                                         | Nérac                                    | 26 avril 1946     | 2,3             | Pittoresque | 44° 08′ 10″ nord, 0° 20′ 28″ est   |       |
| Allée de cèdres de l'Atlas au château de Beauregard                 | Le Passage                               | 9 novembre 1944   | 0,39            | Pittoresque | 44° 10′ 08″ nord, 0° 36′ 40″ est   |       |
| Site du pech de Paulhiac                                            | Paulhiac                                 | 6 janvier 1993    | 13,84           | Historique et pittoresque | 44° 33′ 32″ nord, 0° 49′ 08″ est   |       |
| Chapelle de l'Allemans, cimetière et platanes                       | Penne-d'Agenais                          | 13 janvier 1947   | 0,13            | Pittoresque | 44° 24′ 00″ nord, 0° 49′ 37″ est   |       |
| Moulin de Payssel, pont du XVIIIe siècle et leurs abords            | Penne-d'Agenais                          | 2 décembre 1942   | 0,65            | Pittoresque | 44° 23′ 20″ nord, 0° 48′ 00″ est   |       |
| Plan d'eau du Boudouyssou                                           | Penne-d'Agenais                          | 3 décembre 1942   | 1,19            | Pittoresque Le site inscrit recouvre le site classé du saut du Boudouyssou. | 44° 23′ 35″ nord, 0° 48′ 04″ est   |       |
| Site du Rocail                                                      | Penne-d'Agenais                          | 19 mai 1981       | 127,3           | Pittoresque | 44° 24′ 18″ nord, 0° 51′ 54″ est   |       |
| Vieux moulin de Port-de-Penne                                       | Penne-d'Agenais, Saint-Sylvestre-sur-Lot | 13 novembre 1942  | 3,72            | Pittoresque | 44° 23′ 38″ nord, 0° 48′ 29″ est   |       |
| Vieille église et ses abords                                        | Pompogne                                 | 9 novembre 1944   | 0,49            | Pittoresque | 44° 15′ 22″ nord, 0° 03′ 07″ est   |       |
| Château, église et plantations                                      | Poudenas                                 | 13 novembre 1942  | 0,6             | Pittoresque | 44° 02′ 49″ nord, 0° 12′ 32″ est   |       |
| Grand hôtel de Poudenas                                             | Poudenas                                 | 13 novembre 1942  | 0,6             | Pittoresque | 44° 02′ 42″ nord, 0° 12′ 36″ est   |       |
| Abords du village                                                   | Pujols                                   | 24 juin 1964      | 287,53          | Pittoresque | 44° 23′ 24″ nord, 0° 41′ 06″ est   |       |
| Village                                                             | Pujols                                   | 14 décembre 1962  | 3,65            | Pittoresque | 44° 23′ 10″ nord, 0° 41′ 17″ est   |       |
| Bourg                                                               | Puymirol                                 | 20 février 1975   | 143,8           | Pittoresque | 44° 11′ 20″ nord, 0° 47′ 49″ est   |       |
| Centre ancien                                                       | Saint-Antoine-de-Ficalba                 | 25 mai 1984       | 74,9            | Pittoresque | 44° 19′ 55″ nord, 0° 43′ 37″ est   |       |
| Château de Saint-Philip et son parc                                 | Saint-Nicolas-de-la-Balerme              | 4 octobre 1944    | 4,29            | Pittoresque | 44° 08′ 24″ nord, 0° 45′ 29″ est   |       |
| Bourg                                                               | Saint-Pastour                            | 26 mars 1980      | 19,6            | Pittoresque | 44° 29′ 20″ nord, 0° 36′ 00″ est   |       |
| Extension du site du bourg                                          | Saint-Pastour                            | 9 décembre 1983   | 464,4           | Pittoresque | 44° 29′ 10″ nord, 0° 36′ 04″ est   |       |
| Chapelle de Saint-Simon et son cimetière                            | Saint-Pé-Saint-Simon                     | 21 décembre 1943  | 0,16            | Pittoresque Chapelle : Inscrit MH (1951) | 43° 59′ 13″ nord, 0° 05′ 56″ est   |       |
| Château de Saint-Quentin                                            | Saint-Quentin-du-Dropt                   | 5 novembre 1982   | 66,8            | Pittoresque Château : Inscrit MH (1951) | 44° 40′ 48″ nord, 0° 36′ 22″ est   |       |
| Château de Beaulieu et ses abords                                   | Saint-Sauveur-de-Meilhan                 | 3 février 1986    | 14,63           | Pittoresque | 44° 28′ 34″ nord, 0° 00′ 18″ est   |       |
| Église Saint-Marcel et ses abords                                   | Saint-Sylvestre-sur-Lot                  | 30 octobre 1944   | 0,25            | Pittoresque | 44° 24′ 25″ nord, 0° 49′ 37″ est   |       |
| Chapelle Sainte-Croix et ses abords                                 | Saint-Urcisse                            | 11 juillet 1942   | 1,46            | Pittoresque Chapelle : Inscrit MH (2015) | 44° 09′ 22″ nord, 0° 50′ 38″ est   |       |
| Château de Saint-Denis et ses abords                                | Sauveterre-Saint-Denis                   | 10 décembre 1986  | 14              | Pittoresque Château : Inscrit MH (2021) | 44° 09′ 07″ nord, 0° 42′ 58″ est   |       |
| Église et cimetière de Gueyze                                       | Sos                                      | 13 novembre 1942  | 0,15            | Pittoresque Église : Inscrit MH (2004) | 44° 02′ 46″ nord, 0° 07′ 48″ est   |       |
| Château (façade, élévation, toitures) et ses abords                 | Le Temple-sur-Lot                        | 14 novembre 1942  | 0,43            | Pittoresque Château : Inscrit MH (1952) | 44° 22′ 48″ nord, 0° 31′ 26″ est   |       |
| Site de la Gabertie                                                 | Thézac                                   | 21 mars 1988      | 22,6            | Pittoresque | 44° 25′ 41″ nord, 0° 59′ 46″ est   |       |
| Centre ancien                                                       | Tonneins                                 | 31 décembre 1980  | 61,5            | Pittoresque | 44° 23′ 20″ nord, 0° 18′ 40″ est   |       |
| Front de la Garonne                                                 | Tonneins, Villeton                       | 16 novembre 1973  | 842,9           | Pittoresque | 44° 22′ 48″ nord, 0° 18′ 29″ est   |       |
| Église de Lamothe et ses abords                                     | Tournon-d'Agenais                        | 15 mai 1991       | 9,62            | Historique et pittoresque Église : Inscrit MH (1994) | 44° 23′ 17″ nord, 0° 58′ 01″ est   |       |
| Front des remparts et place des Cornières                           | Tournon-d'Agenais                        | 20 novembre 1952  | 1,08            | Historique et pittoresque | 44° 24′ 00″ nord, 0° 59′ 46″ est   |       |
| Bourg                                                               | Tourtrès                                 | 23 avril 1980     | 59,55           | Pittoresque | 44° 30′ 25″ nord, 0° 25′ 37″ est   |       |
| Chapelle de Mondoulens, cimetière et leurs abords                   | Trémons                                  | 9 novembre 1944   | 0,64            | Pittoresque | 44° 25′ 41″ nord, 0° 52′ 26″ est   |       |
| Site de Lustarc                                                     | Trentels, Trémons                        | 14 mai 1982       | 18,46           | Pittoresque | 44° 25′ 55″ nord, 0° 53′ 17″ est   |       |
| Abords du château de Lamothe                                        | Villeneuve-sur-Lot                       | 2 février 1944    | 0,2             | Pittoresque Le site inscrit jouxte le site classé du château, sur la rive du Lot. | 44° 24′ 54″ nord, 0° 41′ 49″ est   |       |
| Bastide                                                             | Villeneuve-sur-Lot                       | 8 avril 1980      | 90,56           | Pittoresque | 44° 24′ 25″ nord, 0° 42′ 14″ est   |       |
| Place Lafayette                                                     | Villeneuve-sur-Lot                       | 29 janvier 1944   | 0,29            | Pittoresque | 44° 24′ 25″ nord, 0° 42′ 22″ est   |       |
| Plan d'eau du Lot, ses berges                                       | Villeneuve-sur-Lot                       |                   |                 | | 44° 24′ 22″ nord, 0° 42′ 14″ est   |       |